# Karl Johan Mortensen
Karl Johan Mortensen (født 23. marts 1927 i Hampen, død 14. maj 1997) var en dansk politiker og borgmester i Vejle 1978-1993.
Han indtrådte som medlem af Folketinget i 1969 efter Victor Grams død og blev siden genvalgt indtil han i 1978 udtrådte efter at være blevet borgmester. Fra 1971-1977 var han som sekretær for den socialdemokratiske folketingsgruppe. Han var formand for Folketingets Erhvervsudvalg 1971-1973 og 1975-1978, for statens jordbrugsudvalg 1976-1978 og for Danmarks Biblioteksforening 1978-1986.
I december 1973 blev han af Folketinget valgt til Europa-Parlamentet, men trådte allerede tilbage i januar 1974.
Mortensen var kredsformand for Socialdemokratiet i Vejlekredsen 1963-68, medlem af Hornstrup Sogneråd 1962-1965, af Hover Sogneråd 1966-1970 og af Vejle Byråd fra 1974.
Han var kontorassistent på Vejle og Omegns Svineslagteri 1950, bogholder 1957 og lønningschef 1968-1970 samme sted.
Begravet på Søndre Kirkegård i Vejle.